# أرق (فلم 2002)
أرق (بالإنجليزية: Insomnia) هو فيلم إثارة أمريكي، إخراج كريستوفر نولان، بطولة آل باتشينو، روبن ويليامز وهيلاري سوانك. وقد صدر الفيلم في 24 مايو، 2002 وهو إعادة لفيلم نرويجي أنتج في عام 1997 يحمل نفس الاسم.

## القصة
في بلدة صيد الأسماك الصغيرة Nightmute، ألاسكا، تم العثور على كاي كونيل البالغة من العمر 17 عامًا مقتولة. يتم إرسال محققي إدارة شرطة لوس أنجلوس (LAPD) ويل دورمر وهاب إيكهارت لمساعدة الشرطة المحلية في تحقيقهم. يفعلون ذلك بناء على طلب رئيس الشرطة نيباك ، زميل قديم لدورمر. إيلي بور ، محقق محلي شاب من المعجبين بعمل دورمر الاستقصائي ، يلتقطهم عند وصولهم.
بالعودة إلى لوس أنجلوس، تحقق الشؤون الداخلية في إحدى قضايا دورمر السابقة. أثناء وجوده في مطعم الفندق، يكشف إيكهارت أنه سيشهد ضد دورمر مقابل الحصول على حصانة. يرد دورمر بالإشارة إلى أن العديد من المجرمين الذين ساعدهم في إدانتهم باستخدام أدلة مشكوك فيها يمكن أن يطلق سراحهم إذا أعيد فتح قضاياهم.
يجذب دورمر القاتل بذكاء إلى مسرح الجريمة ، لكن المشتبه به يفر في الضباب ، ويطلق النار على رجل الشرطة من خلال ساقه. يرصد دورمر خيال شخص في الضباب ويطلق النار بسلاحه الاحتياطي عند شكوكه الأولية. و يتجه مسرعًا إلى الشخص الذي سقط ، في طريقه يلتقط دورمر مسدسًا عيار 0.38 أسقطه المشتبه به. ثم يكتشف أن الشخص المبهم في الضباب و الذي أطلق النار عليه هو شريكه المحقق إيكهارت.
ينظر اليه و يتعرف عليه إيكهارت ، ويموت معتقدًا أن دورمر أطلق عليه الرصاص عن قصد مأنباً له بكلمات تأسف قاسية .
بسبب تهديد إيكهارت سابقاً بشهادته المعلقة ، يعلم دورمر أن الشؤون الداخلية لن تصدق أبدًا أن إطلاق النار كان حادثًا ، لذلك يدعي أن إيكهارت قُتل من قبل المشتبه به. ولم يذكر أن لديه مسدس .38. تم تكليف "بور" بتحقيق إطلاق النار ، ويعثر فريقها على رصاصة من عيار .38 أصابت الضابط. في تلك الليلة ، يسير دورمر إلى زقاق ويطلق المسدس .38 ويقتل كلب ضال ، ثم يستعيد الرصاصة وينظفها. في المشرحة ، سلمه الطبيب الشرعي الرصاصة المعبأة في مغلف التي تم استردادها من جسد إيكهارت ، لإيصالها لمسؤول البحث الجنائي الخاص بتعريف نوع الرصاصة . يقوم دورمر حينها بتبديل الرصاصة .38 بدل 9 ملم التي استخرجت من جسم إيكهارت.
خلال الأيام القليلة التالية ، ابتلي دورمر بالأرق ، بسبب ذنبه لقتل إيكهارت وتفاقم بسبب ضوء النهار الدائم في تلك البلدة . يبدأ Dormer في تلقي مكالمات هاتفية مجهولة تبدو من القاتل ، الذي يدعي أنه شاهد Dormer يقتل شريكه. عندما علمت الشرطة أن الضحية "كاي كانت من محبي كاتب الجريمة المحلي "والتر فينش ، اقتحم دورمر شقة فينش في قرية "أومكوميوت القريبة. يصل "فينش إلى المنزل ، ويدرك أن الشرطة موجودة ، ويتهرب من دورمر بعد مطاردة. يعود Dormer إلى شقة Finch ويزرع .38 لتوريط Finch.
يتصل "فينش بـ "دورمر ويرتب لقاءً على متن عبارة. يريد "فينش المساعدة في تحويل الشك إلى صديق "كاي المسيء "راندي شتيتز وفي المقابل سيبقى صامتًا بشأن إطلاق النار على "إيكهارت. Dormer يعطي المشورة بشأن التعامل مع استجواب الشرطة. بعد أن غادر فينش دورمر على العبارة ، أظهر للمخبر جهاز تسجيل يستخدمه لتسجيله.

## طاقم التمثيل
| الممثل/الممثلة | الدور              | تعليق |
| -------------- | ------------------ | ----- |
| آل باتشينو     | المحقق ويل دومير   |       |
| روبن ويليامز   | والتر فينش         |       |
| هيلاري سوانك   | إيلي بوور          |       |
| مورا تيرني     | رايتشل كليمنت      |       |
| مارتن دونوفان  | المحقق هاب إيكهارت |       |
| نيكي كات       | فريد دوغار         |       |
| بول دولي       | تشارلي نايباك      |       |

## وصلات خارجية
- الموقع الرسمي
- أرق على موقع IMDb (الإنجليزية)
- أرق على موقع ميتاكريتيك (الإنجليزية)
- أرق على موقع الموسوعة البريطانية (الإنجليزية)
- أرق على موقع روتن توميتوز (الإنجليزية)
- أرق على موقع نتفليكس (الإنجليزية)
- أرق على موقع قاعدة بيانات الأفلام العربية
- أرق على موقع ألو سيني (الفرنسية)
- أرق على موقع Turner Classic Movies (الإنجليزية)
- أرق على موقع أول موفي (الإنجليزية)
- أرق على موقع بوكس أوفيس موجو (الإنجليزية)
- أرق على موقع أول موفي.
- Peter Cowie essay on the original at Criterion.com
- Insomnia Screenshot Gallery at NolanFans